# Simrishamns distrikt
Simrishamns distrikt är ett distrikt i Simrishamns kommun och Skåne län. 
Distriktet ligger i Simrishamn. 

## Tidigare administrativ tillhörighet
Distriktet inrättades 2016 och utgörs till en del av det område Simrishamns stad omfattade till 1971, delen som staden omfattade fram till 1952.
Området motsvarar den omfattning Simrishamns församling hade vid årsskiftet 1999/2000.